# Ceresin
Ceresin er et kulbrinte i voks-form, som bliver udvundet af skifer-voks kendt som ozenit.

## Anvendelse
Til produktion af blandt andet:
- stearinlys
- skosværte
- kunstig vaseline
- isolation til elektriske kabler
- gulvvoks
- smøremidler
- rustbehandlingsprodukter
- medicinske produkter

## Ekstern henvisning og kilde
- Ceresin, The Free Dictionary (engelsk)

| Kemi | Spire Denne artikel om kemi er en spire som bør udbygges. Du er velkommen til at hjælpe Wikipedia ved at udvide den. |